# Frank Macchia
Frank Macchia est un compositeur américain né le 12 octobre 1958.

## Filmographie

### Cinéma
- 1996 : Merlin's Shop of Mystical Wonders
- 2001 : Homeland
- 2002 : The Boogerman
- 2004 : Unearthly Harvest

### Télévision
- 1990 : America's Funniest Home Videos
- 1992 : The Tonight Show with Jay Leno
- 1997 : Cold Case
- 1998 : Oh Yeah! Cartoons
- 2002 : The Boy Who Cried Alien
- 2002 : Shadow Realm